# Admiral Lazarev (1987)
Admiral Lazarev (ryska: Адмирал Лазарев) är en rysk robotkryssare av Orlan-klass. Den togs i bruk 1984 under sovjetisk flagg, då under namnet Frunze. Den övertogs av den ryska flottan 1992 strax efter Sovjetunionens upplösning då namnbytet till Admiral Lazarev även skedde.
Den har sedan 1999 befunnit sig i torrdocka vid Severomorsk. År 2004 meddelades att fartyget skulle tas i bruk i den ryska Stillahavsflottan så fort pengar kunde lokaliseras till projektet. I april 2021 bogserades hon till skrotning.

## Konstruktion
Fartyget är 252 meter långt över allt och har en största bredd på 28,5 meter, det maximala deplacementet är 28 000 ton. Fartyget har en ovanlig maskinanläggning med två tryckvattenreaktorer och två oljeeldade ångpannor som förser de två ångturbinerna med ånga. Varje reaktor ger en termisk effekt på 300 MW och laddas med runt 300 kg höganrikat uran. Fartyget kan drivas enbart med ånga från kärnreaktorerna vilket ger en hastighet på 20 knop men med i stort sett obegränsad räckvidd. Om oljepannorna används så ökar den maximala hastigheten till 32 knop. De två kärnreaktorerna har en beräknad livslängd på 50 år.

### Beväpning
Admiral Lazarev är tungt bestyckad med både tunga sjömålsrobotar, luftvärnsrobotar, luftvärnskanoner och artilleri. Först och främst finns tolv sexställiga B-203A vertikallavettage (totalt 96 S-300F Fort (SA-N-6 Grumble) robotar med en räckvidd mot inkommande robotar på 25 meters höjd av 25 kilometer; mål på 2000 meters höjd och högre kan bekämpas ut till 90 kilometer), och sedan ett dubbeltorn med 130-millimeters 70-kalibrig AK-130 allmålskanon med 840 granater och en eldhastighet av 60 (AR-32 zonrör eller DVM-60M brinntidrör) granater per minut och eldrör. Maximal räckvidd mot ytmål är 28 kilometer, mot luftmål avsevärt kortare.
Kortdistansluftförsvarssystemen består dels av 16 åttaställiga 3K95 Kinzjal (SA-N-9 Gauntlet) luftvärnsrobotsystem (totalt 128 robotar med en räckvidd av 1 till 12 kilometer och möjlighet att insättas mot mål på en höjd från 9 till 6000 meter) och åtta AK-630 30-millimeters Gatlingkanoner (totalt 24 000 granater) med en eldhastighet av 2 500 granater per minut och eldrör och en räckvidd på mellan 500 och 1500 meter och med en topphöjd på 3000 meter.
Fartyget har som huvudbestyckning 20 stycken P-700 Granit (SS-N-19 Shipwreck). Roboten har en räckvidd på 625 km och kan förses med vanlig stridsspets på 750 kg eller en kärnladdning på 500 kiloton. Eftersom robotbeväpningen hade en sådan lång räckvidd hade fartygen själva liten möjlighet att upptäcka målen på sådana långa avstånd. Eldledningshelikoptrar av typen Kamov Ka-25Ts kan med sin kraftiga radar Uspech (framgång) upptäcka mål på betydligt längre avstånd än vad fartygets egen radar kan se.